# Simatorkis
Simatorkis is een bestuurslaag in het regentschap Padang Lawas Utara van de provincie Noord-Sumatra, Indonesië. Simatorkis telt 1154 inwoners (volkstelling 2010).